# مجلس المباني الشاهقة والمساكن الحضرية
مجلس المباني الشاهقة والمساكن الحضرية هو هيئة دولية في مجال المباني الشاهقة والتصميم الحضري المُستدام. تعتبر تلك المنظمة منظمة غير ربحية مقرها في معهد إلينوي للتكنولوجيا في مدينة شيكاغو، إلينوي، الولايات المتحدة، يمنح المجلس لقب «أطول مبنى في العالم» ويعتبر له سلطة على نطاق واسع لتحديد الارتفاع الرسمي للمباني العالية. تأتي مهمة المجلس المعلنة هي دراسة وتقديم تقرير عن «جميع جوانب التخطيط والتصميم والبناء للمباني العالية». تم تأسيس المجلس في جامعة ليهاي في عام 1969 على يد لين س. بيدل، حيث بقي مكتبه حتى أكتوبر 2003 عندما انتقل إلى معهد إلينوي للتكنولوجيا في شيكاغو.

## تصنيف المباني شاهقة الارتفاع
يصنف المجلس ارتفاع المباني باستخدام ثلاث طرق مختلفة:
1. الارتفاع إلى أعلى المعمارية: وهذا هو المعيار الرئيسي المستخدم في ارتفاع المباني. يتم قياس الارتفاعات من مستوى المدخل الأدنى، والهام، في الهواء الطلق، وللمشاة إلى أعلى المبنى، بما في ذلك الأبراج المستديرة باستثناء بعض العناصر مثل سارية العلم والهوائيات.
2. أعلى طابق: الارتفاع إلى مستوى الطابق العلوي من الطابق الذي يشغله السكان أو العمال أو غيرهم من مستخدمي المباني على أساس ثابت.
3. الطول إلى الطرف: الارتفاع إلى أعلى نقطة في المبنى، بما في ذلك الهوائيات، وسارية الأعلام، والمعدات التقنية.

تمت إزالة فئة قياس أعلى السطح من معايير التصنيف في نوفمبر 2009. هذا لأن ناطحات السحاب المسطحة ليست شائعة في العصر الحديث مثل ناطحات السحاب ذات التصميمات المعقدة المتداخلة وسمات الباربيت فوق أسطحها، مما يجعل من الصعب تحديد سقف المبنى.
يصر المجلس على أن المبنى يجب أن يُضاف فقط إلى القائمة الأطول الرسمية عندما يكون (i) طويلًا هيكليًا ومعماريًا، (ii) مكسو بالكامل، و (iii) مفتوح للعمل، أو على الأقل مفتوح جزئيًا للعمل. أصبح هذا التعريف الرسمي للمجلس للمبنى.

### أطول قاعدة بيانات
يحتفظ المجلس بقاعدة بيانات واسعة من أطول المباني في العالم، والتي نظمتها فئات مختلفة. كما يتم تضمين المباني تحت الإنشاء، على الرغم من عدم تصنيفه لها حتى الانتهاء من بنائها. كما ينتج المجلس قائمة سنوية من أعلى عشرة أبنية تم الانتهاء منها في تلك السنة. تصدرت قائمة عام 2008 مركز شنغهاي المالي العالمي الذي يبلغ طوله 492 متر (1,621 قدمًا) في شانغهاي، وهو أعلى مبنى في العالم وفقًا لمعايير المستوى الأعلى من الأرض المشغولة وأعلى سطح للمراقبة. وجاءت القائمة الثانية في عام 2008 في برج ألماس الذي يبلغ ارتفاعه 363 متراً (1191 قدماً) في دبي (دبي)، وكان ثالث مبنى هو مصرف مينشنغ في ووهان والذي يبلغ 331 متراً (1,086 قدم)، بينما كان الرابع هو فندق العنوان داون تاون (306 متر (1,004 قدم)). وإجمالًا، توجد ستة من أصل عشرة أبنية تم الانتهاء منها في عام 2008 في آسيا، وثلاثة في الشرق الأوسط وواحد في أمريكا الشمالية.

## الأحداث
يستضيف المجلس أيضًا مؤتمرات سنوية ومؤتمرًا عالميًا كل ثلاث إلى خمس سنوات. عُقدت أحدث مؤتمر عالمي في شنغهاي بين 19 و 21 سبتمبر 2012. وعُقد المؤتمر العالمي الذي تلاه في شنغهاي بين 16 و 19 سبتمبر 2014. كما يمنح المجلس جوائز أطول مبنى كل عام، مع أربع جوائز إقليمية إلى الأمريكتين وأوروبا وأفريقيا والشرق الأوسط وآسيا وأستراليا. من بين هذه الجوائز الإقليمية الأربعة، يتم منح واحدة «جائزة أفضل مبنى طويل القامة بشكل عام». توجد أيضًا اثنين من جوائز الإنجاز مدى الحياة. وابتداءًا من عام 2010، يتم تقديم هذه الجوائز في ندوة وعشاء يُقام في حرم معهد إلينوي للتكنولوجيا. أضاف المجلس في عام 2012 جائزتين جديدتين للابتكار والأداء.

## المنشورات
بالإضافة إلى الرسالة الإخبارية الشهرية وأرشيف الأخبار العالمية المحدثة يوميًا، ينشر المجلس مجلة مجلس المباني الشاهقة والمساكن الحضرية CTBUH ربع السنوية. تشتمل المجلة على أوراق تقنية تمت مراجعتها بواسطة الأقران، ودراسات حالة معمقة حول المشروع، ومراجعة كتب، موقابلات مع أشخاص بارزين في صناعة البناء العالية، وأكثر من ذلك بكثير.
كما ينشرالمجلس كُتيبات إرشادية وكتيبات مرجعية ودراسات حول صناعة البناء العالية. ونشر المجلس في عام 2006 كتاب 101 من أطول المباني في العالم بالاشتراك مع المؤلف والكاتب جورج بيندر، والذي تكلم عن أطول 101 ناطحة سحاب في العالم. تشمل المجلة الصور والخطط والتفاصيل عن المهندسين المعماريين والمهندسين وأصحاب المصلحة، والبيانات التقنية الشاملة في كل مبنى. قام المجلس منذ عام 2008 بنشر كتاب «أفضل المباني الشاهقة» لمرافقة جوائز هذا العام.

## الجوائز

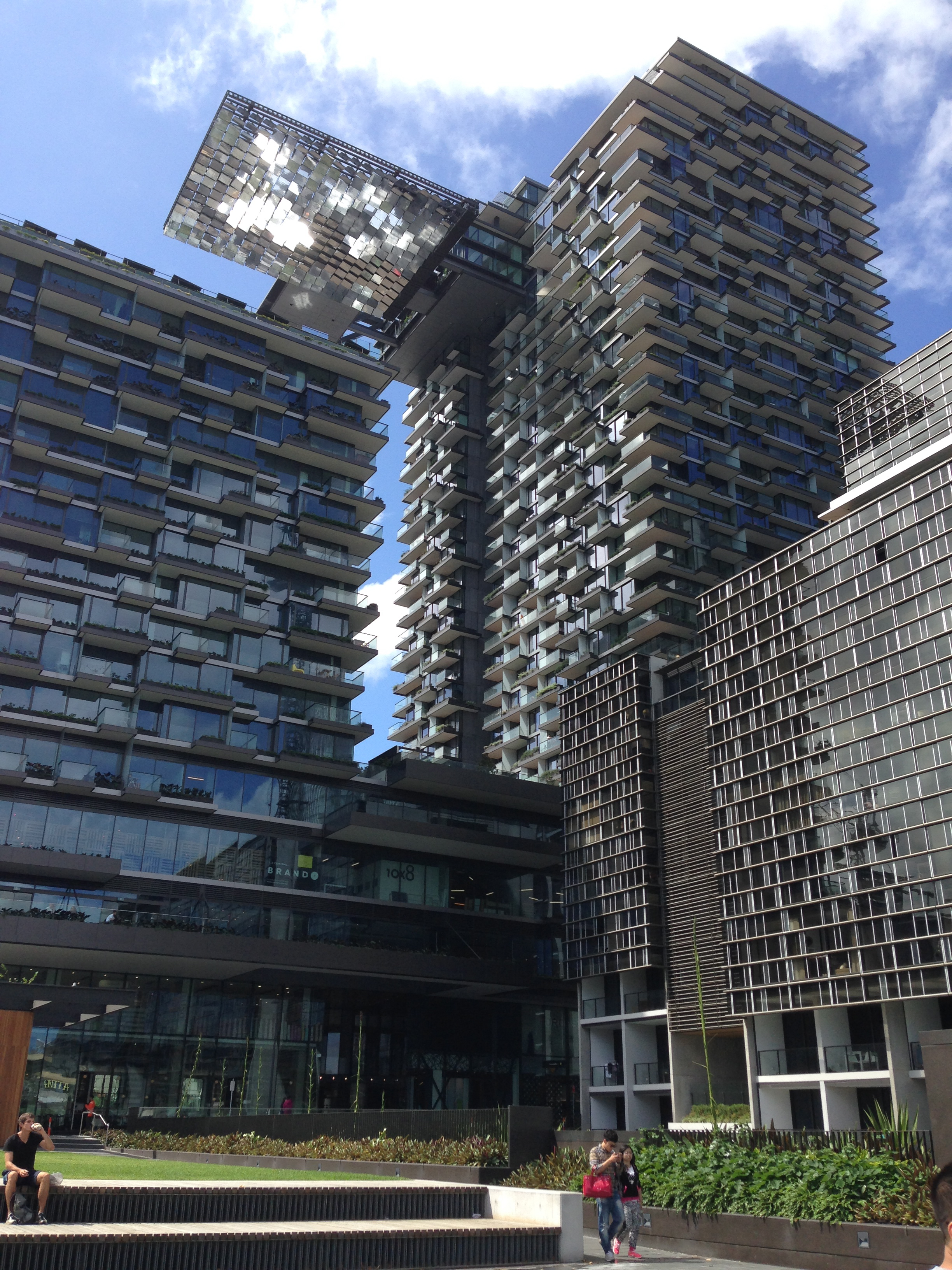
الفائز الأخير بجائزة المجلس كأطول مبنى في العالم، ناطحة سحاب سينترال بارك في سيدني، أستراليا (2014).

يمنح المجلس عدة جوائز كل عام.

### جائزة أفضل مبنى طويل القامة
- 2007: برج بيتهام، مانشستر، المملكة المتحدة[22]
- 2008: مركز شانغهاي المالي العالمي، شانغهاي، الصين
- 2009: مبنى وصلة الهجين، بكين، الصين
- 2010: برج البث، ليدز، المملكة المتحدة.
- 2010: جائزة الأيقونة العالمية، برج خليفة وهو أول متلقٍ لهذه الجائزة التي تم الإعلان عنها في 25 أكتوبر 2010،[23] دبي، الإمارات العربية المتحدة.
- 2011: ، برج فيستكراد، فرانكفورت، ألمانيا.
- 2012: برج الدوحة، الدوحة، قطر.
- 2013: مقر تلفزيون الصين المركزي، بكين، الصين.
- 2014: ، مبنى سنترال بارك، سيدني، أستراليا.[24]
- 2015: مبنى بوسكو العمودي، ميلانو، إيطاليا.
- 2016: برج شانغهاي، شانغهاي، الصين[25]

## الأبحاث
يعمل المجلس مع مؤسسات التعليم العالي من جميع أنحاء العالم في البحث عن المشاريع المتعلقة بتصميم المبنى العالي.

## روابط خارجية
- الموقع الرسمي
- Australian chapter of the Council on Tall Buildings and Urban Habitat
- CTBUH Skyscraper Center Database
- CTBUH Technical Papers
- CTBUH Global Tall Building News Archive
- CTBUH Newsletter Archive
- CTBUH Design Research